# Phoradendron acuminatum
Phoradendron acuminatum är en sandelträdsväxtart som beskrevs av Kuijt. Phoradendron acuminatum ingår i släktet Phoradendron och familjen sandelträdsväxter. Inga underarter finns listade i Catalogue of Life.